# Племенков, Виталий Владимирович
Виталий Владимирович Племенков (31 октября 1939 — 14 октября 2021) — доктор химических наук, профессор, заведующий кафедрой медицинской химии Химического института им. А. М. Бутлерова.

## Награды и премии
1994—1996 — имел гранты INTAS, 1998 — грант INCO — COPERNICUS. Обе программы выполнялись и выполняются совместно с исследовательскими коллективами МГУ (Москва), БГУ (Минск), Бангорский университет (Англия), Геттингенский университет (Германия). Узловым направлением исследований является разработка методов функционализации терпеноидов с целью получения новых типов биологически активных субстанций. Проблема включает в себя вопросы фитохимии, реакционной способности природных соединений, их пространственности и электронного строения, механизма действия.

## Научные интересы
Научные интересы связаны с проблемами теоретической химии (квантовая органическая химия, электронное и пространственное строение органических соединений), применения физических методов в органической химии, механизмов органических реакций; химии непредельных соединений (реакции циклоприсоединения); химии природных и биологически активных соединений.
1. Химия природных соединений терпенового ряда.
2. Электронное и пространственное строение карбоциклических соединений — малые циклы, терпены.
3. Стереохимия реакций циклоприсоединений по Дильсу-Альдеру.
4. Фотоэлектронная спектроскопия, молекулярные орбитали.

## Научный вклад
Автор 230 печатных работ, из них 7 монографий и учебных пособий. Научные интересы связаны с проблемами теоретической химии (квантовая органическая химия, электронное и пространственное строение органических соединений), применения физических методов в органической химии, механизмов органических реакций; химии непредельных соединений (реакции циклоприсоединения); химии природных и биологически активных соединений.

## Краткая биография
1961 — закончил Казанский государственный университет.
(1961—1983) — работал ассистентом и доцентом на кафедре органической химии КГУ.
(1983—1998) — заведующий кафедрой биоорганической и биофизической химии КГМУ
1968 — защитил кандидатскую диссертацию.
1985 — защита докторской диссертации.
1985 — получил звание профессора.
С 2007 года работал в Российском государственном университете им. Иммануила Канта.
С 2009 года возглавлял лабораторию тонкого химического синтеза.
Скончался 14 октября 2021 года.

## Педагогическая деятельность
Разработаны и читались лекционные курсы биоорганической химии (для студентов-медиков), молекулярные орбитали органических соединений, химия природных соединений.
Подготовлено более 12 кандидатов наук через аспирантуру и трое в работе.

## Из библиографии
- Квантовая органическая химия : Учеб. пособие / В. В. Племенков. — Казань : Изд-во Казан. ун-та, 1981 (вып. дан. 1982). — 97 с. : ил.
- Орбитальные структуры органических молекул : Учеб. пособие / В. В. Племенков. — Казань : Изд-во Казан. ун-та, 1982. — 103 с. : ил.
- Молекулярные орбитали органических функциональных групп : Учеб. пособие / В. В. Племенков. — Казань : Изд-во Казан. ун-та, 1984. — 65 с. : ил.
- Введение в химию природных соединений : Учеб. пособие для использ. в учеб. процессе в мед. и фармацевт. ВУЗах России / В. В. Племенков. — Казань, 2001. — 374, [2] с. : схем., табл.; 25 см. — (Учебная литература для вузов).; ISBN 5-87898-176-9
- Химия изопреноидов : учебное пособие для студентов, … по спец. 020101.65-химия, специализ. в обл. органич. химии (цикл ДС) / В. В. Племенков; ФАО, Российский гос. ун-т им. Иммануила Канта. — Барнаул [и др.] : Изд-во Алтайского ун-та, 2007. — 320, [1] с. : схемы; 29 см; ISBN 978-5-7904-0657-7
- Асимметрический органический синтез : учеб. пособие / В. В. Племенков, Б. К. Курамшин; Казанский федеральный университет. — Казань : Изд-во Казанского ун-та, 2018. — 81 с. : ил., табл.; 21 см; ISBN 978-5-00130-011-3 : 100 экз.
  - 2-е изд., перераб. и доп. — Казань : Изд-во Казанского ун-та, 2019. — 134 с. : ил., цв. ил.; 22 см; ISBN 978-5-00130-210-0 : 100 экз.
- Введение в биохимию : учебное пособие / В. В. Племенков; Казанский федеральный университет. — Казань : Изд-во Казанского ун-та, 2021. — 213 с. : ил., табл.; 24 см; ISBN 978-5-00130-496-8 : 100 экз.